# ميشيل رو (مغني)
ميشيل رو (بالفرنسية: Michel Roux)‏ هو مغني ومغني أوبرا فرنسي، ولد في 1 سبتمبر 1924 في أنغوليم في فرنسا، وتوفي في 4 فبراير 1998 في باريس في فرنسا.

## وصلات خارجية
- ميشيل رو على موقع ديسكوغز (الإنجليزية)